# Citrus halimii
Citrus halimii är en vinruteväxtart som beskrevs av Stone. Citrus halimii ingår i släktet citrusar, och familjen vinruteväxter. Inga underarter finns listade i Catalogue of Life.